# AS Casale Calcio
AS Casale Calcio is een Italiaanse voetbalclub uit Casale Monferrato, Piëmont.

## Geschiedenis
De club werd opgericht in 1909 en lag in het geografische centrum van het Italiaanse topvoetbal. Genoa CFC, Pro Vercelli, FC Torino en US Alessandria waren dominante clubs en Casale werd dat ook al snel.
In mei 1913 was Casale de eerste Italiaanse club dat een Engels professioneel team kon verslaan, 2-1 tegen Reading FC. Reading won wel alle andere wedstrijden op de tour door Italië, tegen Genoa, AC Milan, Pro Vercelli en zelfs het nationaal elftal.
Het volgende seizoen werd de club voor de eerste en enige maal landskampioen. De competitie was nog niet dezelfde als de huidige vorm. Casale speelde eerst in een regionale groep met desalniettemin het puikje van het Italiaanse voetbal van de begindagen met onder andere Pro Vercelli, Genoa en Torino en werd groepswinnaar. Samen met Genoa ging Casale verder naar de volgende ronde en trof daar Inter Milan, Juventus, Vicenza Calcio en Hellas Verona. Ook nu werd Casale winnaar en stootte door naar de finale tegen de winnaar van Zuid-Italië, Lazio Roma. Casale versloeg de club tweemaal met 7-1 en 0-2.
Na de Eerste Wereldoorlog bleef de club nog in de hoogste regionen voetballen en degradeerde in 1934 uit de Serie A waar in total 4 seizoenen werden gespeeld sinds de invoering van een professionele competitie in 1929. In de Serie B werden 5 seizoenen gespeeld, de rest van het bestaan van de club werden in lagere divisies doorgebracht.
Na seizoen 2005/06 degradeerde de club van de Serie C2 naar de Serie D.

## Erelijst
- Landskampioen

1914/15

## Bekende (oud-)spelers
- Domenico Marocchino